# 交互作用 (统计学)

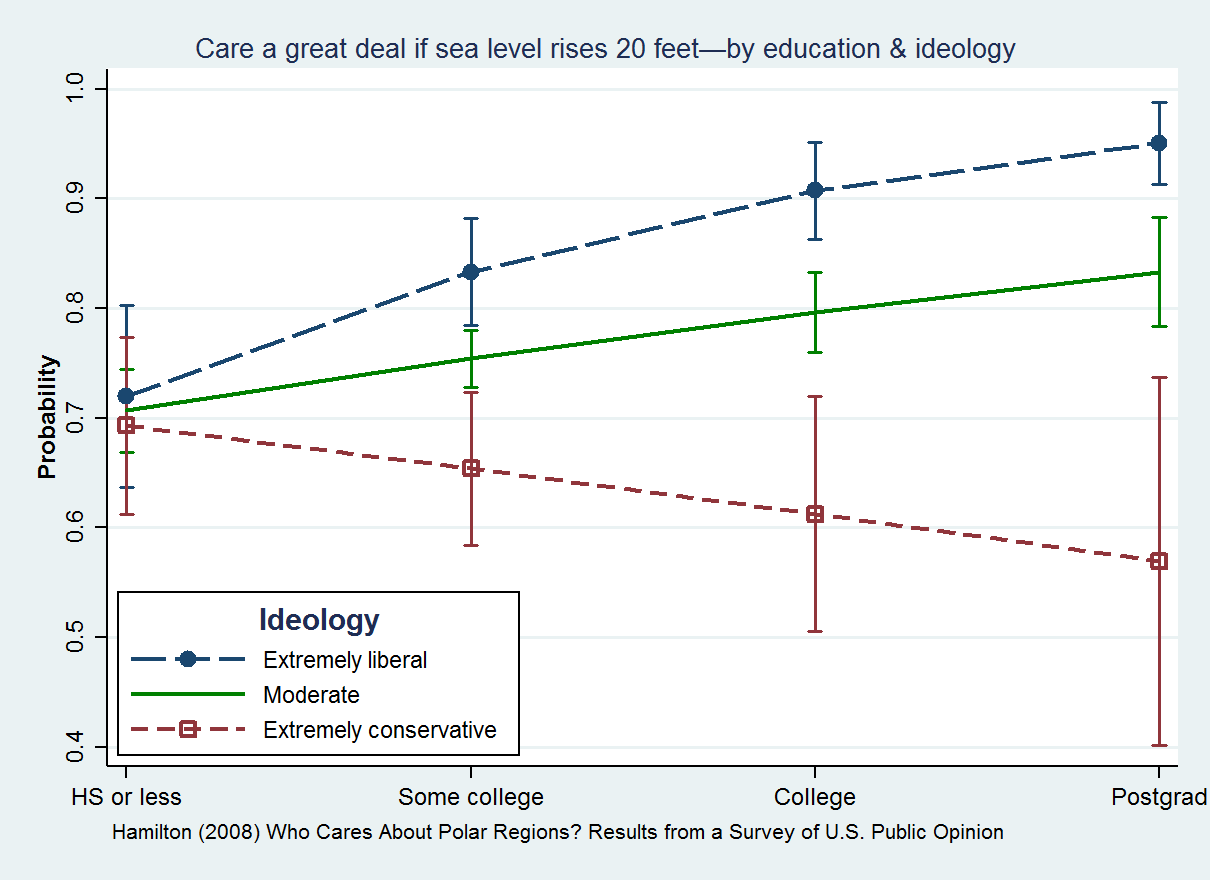
教育与意识形态对海平面上升关注的交互作用

在统计学中，当考虑三个或更多变量之间的关系时，就可能出现交互作用（英語：interaction），它是指其中一个原因变量对结果的影响依赖于第二个原因变量的状态（即两者的影响原因不是简单累加的）。尽管通常根据因果关系来考虑，但交互作用也可用来描述非因果关联。交互作用常在迴歸分析或析因实验的背景下予以考虑。
交互作用的存在对统计模型的解释具有重要意义。如果两个感兴趣变量有交互作用，则每个交互作用变量与第三个“因变量”之间的关系取决于另一个交互作用变量的值。在实践中，这使得预测改变变量值的后果变得更加困难，特别是在与之交互的变量难以测量或难以控制的情况下。
“交互作用”的概念与社会和健康科学研究中常见的调节作用的概念密切相关：解释变量与环境变量之间的交互作用表明解释变量的影响受到了环境变量的调节。

## 简介
交互变量是从一组原始变量构建的变量，用以表示存在的所有交互或其中的某些部分。在探索性统计分析中，通常使用原始变量的乘积来检验是否存在交互作用，然后可能在后续阶段换用其他更现实的交互作用变量。当有两个以上的解释变量时，会构造多个交互变量，其中成对的积表示两两交互作用，高阶积表示高阶交互作用。

当针对结果变量Y进行分析时，二元因子A和定量变量X交互作用（非加性）。

因此，对于因变量Y和两个变量x1和x2，相加模型将是：
{\displaystyle Y=c+ax_{1}+bx_{2}+{\text{error}}\,}
与此相对，
{\displaystyle Y=c+ax_{1}+bx_{2}+d(x_{1}\times x_{2})+{\text{error}}\,}
是变量x1和x2之间交互作用的模型示例（“error”即误差，是Y与Y的期望值之差值的随机变量；参见统计学中的误差和残差）。通常，很多模型会忽略交互项{\displaystyle d(x_{1}\times x_{2})}，但这容易混淆主效应和交互效应（即，如果没有指定交互项，发现的主效应可能其实是由交互作用引起的）。

## 例子
交互作用的真实案例包括：
- 在咖啡中加糖和搅拌咖啡之间的交互作用。这两个变量本身都对甜度没有太大影响，但两者的结合会有。
- 钢中加碳与淬火的交互作用。两者各自对强度没有太大影响，但两者结合起来会产生巨大的影响。
- 吸烟和吸入石棉纤维之间的交互作用：两者都会增加患肺癌的风险，但接触石棉会使吸烟者和非吸烟者的癌症风险成倍增加。在这里，吸入石棉和吸烟的联合效应高于两种效应的简单叠加。[3]
- 2型糖尿病的遗传风险因素与饮食（特别是“西方”饮食模式）之间的交互作用。西方饮食模式被证明会增加“遗传风险评分”高的受试者患糖尿病的风险，但不会增加其他受试者的糖尿病风险。[4]
- 教育与政治取向之间的交互作用，影响公众对气候变化的看法。例如，美国的调查经常发现，在温和或自由派的调查受访者中，对人为气候变化现实的接受程度随着教育程度的提高而上升，但对最保守的受访者，反而随教育程度上升而下降。[5][6]研究者也观察到了类似的交互作用会影响一些非气候科学或环境感知，[7]教育程度也可以科学素养或其他知识指标代替。[8][9]

## 延伸阅读
- Cox, David R. and Reid, Nancy M. (2000) The theory of design of experiments, Chapman & Hall/CRC. ISBN 1-58488-195-XISBN 1-58488-195-X
- Southwood, K.E. . The American Journal of Sociology. 1978, 83 (5): 1154–1203. doi:10.1086/226678.
- Brambor, T.; Clark, W. R. . Political Analysis. 2006, 14 (1): 63–82. doi:10.1093/pan/mpi014.
- Hayes, A. F.; Matthes, J. . Behavior Research Methods. 2009, 41 (3): 924–936. PMID 19587209. doi:10.3758/BRM.41.3.924 .
- Balli, H. O.; Sørensen, B. E. . Empirical Economics. 2012, 43 (x): 1–21. CiteSeerX 10.1.1.691.4349 . S2CID 53504187. doi:10.1007/s00181-012-0604-2.